# Ernest Reynaert
Ernest Auguste Henri Reynaert (Kortrijk, 9 augustus 1867 - 31 december 1937) was een Belgisch volksvertegenwoordiger.

## Levensloop
Reynaert was een zoon van burgemeester en volksvertegenwoordiger Auguste Reynaert. Hij promoveerde tot doctor in de rechten en was korte tijd advocaat. In 1894 werd hij benoemd tot arrondissementscommissaris voor Kortrijk en oefende dit ambt uit tot in 1910.
Hij werd dat jaar verkozen, in opvolging van zijn vader, tot katholiek volksvertegenwoordiger voor het arrondissement Kortrijk en vervulde dit mandaat tot in 1936.
In 1921 werd hij verkozen tot gemeenteraadslid van Kortrijk en werd onmiddellijk schepen.
Reynaert was vooral actief in de kassen van onderling hulpbetoon.
Hij was:
- Vanaf 1904 boekhouder van het verbondsbestuur van de katholieke pensioenkas Bond der lijfgilden van 't Kortrijksche.
- In 1908 bestuurslid van de Bond der ziekengilden van 't Kortrijksche. Het ging om het samengaan onder zijn impuls van drie ziekenkassen (de Bond der ziekengilden van 't Kortrijksche, de Kas voor herverzekering en De zekerheid voor het leven), hetgeen in de volksmond 'het Verbond Reynaert' werd genoemd.
- Secretaris van de ziekenkas De zekerheid voor het leven Kortrijk.
- Voorzitter van de samenwerkende maatschappij van Goedkope Woningen Kortrijk.